# Literadar
Literadar – cyfrowy, darmowy miesięcznik o książkach, filmach i grach założony w 2010 roku. Do roku 2012 ukazywał się pod nazwą Literadar. Magazyn o książkach. W listopadzie 2013 roku rozszerzono tematykę pisma i zmieniono jego nazwę na Literadar. Skład popkultury.

## Tematyka
Tematyka magazynu koncentruje się na nowościach – książkach, grach i filmach. W każdym numerze prezentowanych jest ponad 30 recenzji, rankingi, zestawienia, wywiady i artykuły. Newsy oraz informacje o premierach i zapowiedziach uzupełniają aktualny obraz rynku książki w Polsce. Główne rubryki: newsy, wywiad (m.in.: George R.R. Martin, Danuta Wałęsa, Andrzej Pilipiuk, Michał Rusinek, Rafał Kosik, Irena Koźmińska, Anna Brzezińska i Łukasz Gołębiewski), dziecięce zaczytanie – recenzje książek dla dzieci, recenzje – około 30 rozbudowanych recenzji nowości wydawniczych. Redaktorem naczelnym Literadaru jest Piotr Stankiewicz, pomysłodawca i założyciel pisma.
Literadar związany jest z BiblioNETką – serwisem skupiającym społeczność miłośników książek. Współpracuje również z serwisem poświęconym fantastyce Polter.pl, księgarnią internetową Selkar.pl oraz serwisem Spoti.pl, umożliwiającym publikacje i dzielenie się treścią w internecie. W stałej współpracy z magazynem pozostaje ponad 30 recenzentów.

## Poczytność
Co miesiąc magazyn przegląda ponad 150 tysięcy użytkowników. Trzynasty numer Literadaru, w którym zamieszczono wywiad z pisarzem fantasy George'em R. R.Martinem, przeczytało ponad 490 tysięcy internautów.
Każdy z numerów Literadaru jest dostępny online za pośrednictwem serwisu Issuu, BiblioNETki
oraz w Calameo. Dostęp do treści jest całkowicie darmowy.